# Markansaari (ö i Nordvästra Birkaland)
Markansaari är en ö i Finland. Den ligger i sjön Kyrösjärvi och i kommunen Ikalis i den ekonomiska regionen  Nordvästra Birkalands ekonomiska region  och landskapet Birkaland, i den sydvästra delen av landet, 200 km nordväst om huvudstaden Helsingfors. Öns area är 10,2 hektar och dess största längd är 0,6 kilometer i nord-sydlig riktning.